# René Nsi Akoué
René Nsi Akoué (9 ottobre 1975) è un ex calciatore gabonese, di ruolo difensore.

## Carriera

### Club
Ha giocato fino al 2004 nel FC 105 Libreville. Nel 2005 ha militato nel Missile. Nel 2006 si è trasferito al Sogéa, con cui ha concluso la propria carriera nel 2008.

### Nazionale
Ha debuttato in Nazionale il 26 maggio 1996, in Gabon-Costa d'Avorio (0-1). Ha messo a segno la sua prima rete con la maglia della Nazionale il 3 gennaio 1999, nell'amichevole Burkina Faso-Gabon (2-1). Ha partecipato, con la Nazionale, alla Coppa d'Africa 2000. Ha collezionato in totale, con la maglia della Nazionale, 57 presenze e quattro reti.

## Statistiche

### Cronologia presenze e reti in Nazionale
| Cronologia completa delle presenze e delle reti in nazionale ― Gabon | Cronologia completa delle presenze e delle reti in nazionale ― Gabon | Cronologia completa delle presenze e delle reti in nazionale ― Gabon | Cronologia completa delle presenze e delle reti in nazionale ― Gabon | Cronologia completa delle presenze e delle reti in nazionale ― Gabon | Cronologia completa delle presenze e delle reti in nazionale ― Gabon | Cronologia completa delle presenze e delle reti in nazionale ― Gabon | Cronologia completa delle presenze e delle reti in nazionale ― Gabon |
| Data                                                                 | Città                                                                | In casa                                                              | Risultato                                                            | Ospiti                                                               | Competizione                                                         | Reti                                                                 | Note                                                                 |
| -------------------------------------------------------------------- | -------------------------------------------------------------------- | -------------------------------------------------------------------- | -------------------------------------------------------------------- | -------------------------------------------------------------------- | -------------------------------------------------------------------- | -------------------------------------------------------------------- | -------------------------------------------------------------------- |
| 26-05-1996                                                           | Libreville                                                           | Gabon                                                                | 0 – 1                                                                | Costa d'Avorio                                                       | Amichevole                                                           | -                                                                    |                                                                      |
| 22-09-1996                                                           | Conakry                                                              | Guinea                                                               | 0 – 1                                                                | Gabon                                                                | Amichevole                                                           | -                                                                    |                                                                      |
| 29-09-1996                                                           | Libreville                                                           | Gabon                                                                | 1 – 1                                                                | Mali                                                                 | Amichevole                                                           | -                                                                    |                                                                      |
| 19-10-1996                                                           | Libreville                                                           | Gabon                                                                | 2 – 0                                                                | Burkina Faso                                                         | Amichevole                                                           | -                                                                    |                                                                      |
| 03-11-1996                                                           | Lomé                                                                 | Togo                                                                 | 0 – 1                                                                | Gabon                                                                | Amichevole                                                           | -                                                                    |                                                                      |
| 20-12-1996                                                           | Cotonou                                                              | Burkina Faso                                                         | 1 – 1                                                                | Gabon                                                                | Amichevole                                                           | -                                                                    |                                                                      |
| 22-12-1996                                                           | Cotonou                                                              | Benin                                                                | 3 – 3                                                                | Gabon                                                                | Amichevole                                                           | -                                                                    |                                                                      |
| 25-12-1996                                                           | Cotonou                                                              | Ghana                                                                | 1 – 1                                                                | Gabon                                                                | Amichevole                                                           | -                                                                    |                                                                      |
| 22-02-1997                                                           | Windhoek                                                             | Namibia                                                              | 1 – 1                                                                | Gabon                                                                | Qual. Coppa d'Africa 1998                                            | -                                                                    |                                                                      |
| 30-03-1997                                                           | Libreville                                                           | Gabon                                                                | 2 – 1                                                                | Togo                                                                 | Amichevole                                                           | -                                                                    |                                                                      |
| 17-08-1997                                                           | Casablanca                                                           | Marocco                                                              | 2 – 0                                                                | Gabon                                                                | Qual. Mondiali 1998                                                  | -                                                                    |                                                                      |
| 02-08-1998                                                           | Munenga                                                              | Guinea Equatoriale                                                   | 0 – 2                                                                | Gabon                                                                | Qual. Coppa d'Africa 2000                                            | -                                                                    | Ammonizione                                                          |
| 16-08-1998                                                           | Libreville                                                           | Gabon                                                                | 3 – 0                                                                | Guinea Equatoriale                                                   | Qual. Coppa d'Africa 2000                                            | -                                                                    |                                                                      |
| 04-10-1998                                                           | Libreville                                                           | Gabon                                                                | 2 – 0                                                                | Mauritius                                                            | Qual. Coppa d'Africa 2000                                            | -                                                                    |                                                                      |
| 03-01-1999                                                           | Ouagadougou                                                          | Burkina Faso                                                         | 2 – 1                                                                | Gabon                                                                | Amichevole                                                           | 1                                                                    | Gol                                                                  |
| 24-01-1999                                                           | Luanda                                                               | Angola                                                               | 3 – 1                                                                | Gabon                                                                | Qual. Coppa d'Africa 2000                                            | -                                                                    |                                                                      |
| 20-02-1999                                                           | Libreville                                                           | Gabon                                                                | 1 – 1                                                                | Burkina Faso                                                         | Amichevole                                                           | -                                                                    |                                                                      |
| 27-02-1999                                                           | Mabopane                                                             | Sudafrica                                                            | 4 – 1                                                                | Gabon                                                                | Qual. Coppa d'Africa 2000                                            | -                                                                    |                                                                      |
| 11-11-1999                                                           | Libreville                                                           | Gabon                                                                | 1 – 0                                                                | São Tomé e Príncipe                                                  | Amichevole                                                           | -                                                                    |                                                                      |
| 13-11-1999                                                           | Libreville                                                           | Gabon                                                                | 0 – 0                                                                | Rep. del Congo                                                       | Amichevole                                                           | -                                                                    | 89’                                                                  |
| 14-11-1999                                                           | Libreville                                                           | Gabon                                                                | 2 – 0                                                                | Ciad                                                                 | Amichevole                                                           | -                                                                    | 81’                                                                  |
| 26-11-1999                                                           | Libreville                                                           | Gabon                                                                | 0 – 0                                                                | Togo                                                                 | Amichevole                                                           | -                                                                    |                                                                      |
| 28-11-1999                                                           | Libreville                                                           | Gabon                                                                | 3 – 2                                                                | Burkina Faso                                                         | Amichevole                                                           | -                                                                    |                                                                      |
| 23-01-2000                                                           | Kumasi                                                               | Sudafrica                                                            | 3 – 1                                                                | Gabon                                                                | Coppa d'Africa 2000                                                  | -                                                                    | 61’                                                                  |
| 29-01-2000                                                           | Kumasi                                                               | Gabon                                                                | 1 – 3                                                                | Algeria                                                              | Coppa d'Africa 2000                                                  | -                                                                    | 32’                                                                  |
| 02-02-2000                                                           | Accra                                                                | Gabon                                                                | 0 – 0                                                                | RD del Congo                                                         | Coppa d'Africa 2000                                                  | -                                                                    |                                                                      |
| 08-04-2000                                                           | Antananarivo                                                         | Madagascar                                                           | 2 – 0                                                                | Gabon                                                                | Qual. Mondiali 2002                                                  | -                                                                    |                                                                      |
| 22-04-2000                                                           | Libreville                                                           | Gabon                                                                | 1 – 0                                                                | Madagascar                                                           | Qual. Mondiali 2002                                                  | -                                                                    | 86’                                                                  |
| 29-03-2003                                                           | Libreville                                                           | Gabon                                                                | 4 – 0                                                                | Guinea Equatoriale                                                   | Qual. Coppa d'Africa 2004                                            | -                                                                    |                                                                      |
| 08-06-2003                                                           | Malabo                                                               | Guinea Equatoriale                                                   | 2 – 1                                                                | Gabon                                                                | Qual. Coppa d'Africa 2004                                            | -                                                                    |                                                                      |
| 13-06-2003                                                           | Andorra la Vella                                                     | Andorra                                                              | 0 – 2                                                                | Gabon                                                                | Amichevole                                                           | -                                                                    | 65’                                                                  |
| 06-07-2003                                                           | Libreville                                                           | Gabon                                                                | 2 – 0                                                                | Sierra Leone                                                         | Qual. Coppa d'Africa 2004                                            | -                                                                    |                                                                      |
| 24-09-2003                                                           | Algeri                                                               | Algeria                                                              | 2 – 2 (4 - 3 dtr)                                                    | Gabon                                                                | Amichevole                                                           | -                                                                    |                                                                      |
| 26-09-2003                                                           | Algeri                                                               | Gabon                                                                | 4 – 0                                                                | Gabon                                                                | Amichevole                                                           | -                                                                    |                                                                      |
| 12-10-2003                                                           | Bujumbura                                                            | Burundi                                                              | 0 – 0                                                                | Gabon                                                                | Qual. Mondiali 2006                                                  | -                                                                    | 60’                                                                  |
| 08-11-2003                                                           | Libreville                                                           | Gabon                                                                | 0 – 0                                                                | Burkina Faso                                                         | Amichevole                                                           | -                                                                    |                                                                      |
| 15-11-2003                                                           | Libreville                                                           | Gabon                                                                | 4 – 1                                                                | Burundi                                                              | Qual. Mondiali 2006                                                  | -                                                                    |                                                                      |
| 05-12-2003                                                           | Brazzaville                                                          | Rep. del Congo                                                       | 3 – 2                                                                | Gabon                                                                | Coupe CEMAC 2003                                                     | -                                                                    |                                                                      |
| 09-12-2003                                                           | Brazzaville                                                          | Rep. del Congo                                                       | 1 – 1                                                                | Gabon                                                                | Coupe CEMAC 2003                                                     | -                                                                    |                                                                      |
| 11-12-2003                                                           | Brazzaville                                                          | Gabon                                                                | 0 – 2                                                                | Rep. Centrafricana                                                   | Coupe CEMAC 2003 - Semifinali                                        | -                                                                    |                                                                      |
| 29-05-2004                                                           | Il Cairo                                                             | Egitto                                                               | 2 – 0                                                                | Gabon                                                                | Amichevole                                                           | -                                                                    |                                                                      |
| 06-05-2004                                                           | Libreville                                                           | Gabon                                                                | 1 – 1                                                                | Zimbabwe                                                             | Qual. Mondiali 2006                                                  | -                                                                    |                                                                      |
| 19-06-2004                                                           | Kigali                                                               | Ruanda                                                               | 3 – 1                                                                | Gabon                                                                | Qual. Mondiali 2006                                                  | -                                                                    | 25’                                                                  |
| 03-07-2004                                                           | Libreville                                                           | Gabon                                                                | 2 – 2                                                                | Angola                                                               | Qual. Mondiali 2006                                                  | -                                                                    |                                                                      |
| 05-09-2004                                                           | Annaba                                                               | Algeria                                                              | 0 – 3                                                                | Gabon                                                                | Qual. Mondiali 2006                                                  | -                                                                    |                                                                      |
| 10-03-2004                                                           | Libreville                                                           | Gabon                                                                | 2 – 0                                                                | Benin                                                                | Amichevole                                                           | -                                                                    |                                                                      |
| 09-10-2004                                                           | Libreville                                                           | Gabon                                                                | 1 – 1                                                                | Nigeria                                                              | Qual. Mondiali 2006                                                  | -                                                                    |                                                                      |
| 03-02-2005                                                           | Libreville                                                           | Gabon                                                                | 4 – 0                                                                | Rep. Centrafricana                                                   | Coupe CEMAC 2005                                                     | 1                                                                    | 32’                                                                  |
| 08-02-2005                                                           | Libreville                                                           | Gabon                                                                | 1 – 0                                                                | Rep. del Congo                                                       | Coupe CEMAC 2005                                                     | -                                                                    |                                                                      |
| 10-02-2005                                                           | Libreville                                                           | Gabon                                                                | 2 – 3                                                                | Ciad                                                                 | Coupe CEMAC 2005 - Semifinali                                        | 1                                                                    | 58’                                                                  |
| 12-02-2005                                                           | Libreville                                                           | Gabon                                                                | 2 – 1                                                                | Rep. del Congo                                                       | Coupe CEMAC 2005 - Finale 3º posto                                   | 1                                                                    | 85’                                                                  |
| 19-03-2005                                                           | Libreville                                                           | Gabon                                                                | 0 – 0                                                                | Rep. del Congo                                                       | Amichevole                                                           | -                                                                    |                                                                      |
| 26-03-2005                                                           | Port Harcourt                                                        | Nigeria                                                              | 2 – 0                                                                | Gabon                                                                | Qual. Mondiali 2006                                                  | -                                                                    |                                                                      |
| 05-06-2005                                                           | Harare                                                               | Zimbabwe                                                             | 1 – 0                                                                | Gabon                                                                | Qual. Mondiali 2006                                                  | -                                                                    |                                                                      |
| 18-06-2005                                                           | Libreville                                                           | Gabon                                                                | 3 – 0                                                                | Ruanda                                                               | Qual. Mondiali 2006                                                  | -                                                                    |                                                                      |
| 04-09-2005                                                           | Luanda                                                               | Angola                                                               | 3 – 0                                                                | Gabon                                                                | Qual. Mondiali 2006                                                  | -                                                                    | 25’ (aut.)                                                           |
| 08-10-2005                                                           | Port-Gentil                                                          | Gabon                                                                | 0 – 0                                                                | Algeria                                                              | Qual. Mondiali 2006                                                  | -                                                                    | 58’                                                                  |
| Totale                                                               |                                                                      | Presenze                                                             | 57                                                                   |                                                                      | Reti                                                                 | 4                                                                    |                                                                      |

## Palmarès

### Club

#### Competizioni nazionali
- Campionato gabonese di calcio: 1

FC 105 Libreville: 2001
- Coppa del Gabon: 1

FC 105 Libreville: 2004